# Agnieszka Szczepańska
Aga Szczepańska (ur. 26 lipca 1968 w Warszawie) – polska pisarka, autorka serii dla dzieci "Patka i Pepe", scenarzystka filmowa.

## Życiorys
Ukończyła prawo na Uniwersytecie Warszawskim. Po studiach pracowała w urzędach państwowych i MSZ. Spędziła łącznie 9 lat w Brazylii, Chorwacji i w Szwecji. Stale współpracuje z ilustratorką książek Marsiją – wokalistką zespołu sceny alternatywnej LocoStar.
W duecie z Katarzyną Gacek jako „Gacek&Szczepańska” napisała kilka powieści kryminalnych i scenariuszy.
Duet i jego książki zostały zauważone i uznane jako nowy nurt kontynuacji kobiecego kryminału – scheda po Joannie Chmielewskiej.
Na podstawie swojego opowiadania „Budyń” stworzyła wraz z kompozytorką Marzeną Majcher opowieść słowno-muzyczną „Budyń”, która była prezentowana na zaproszenie Festiwalu „re:wizje” w 2011.
W 2012 założyła własne wydawnictwo, w którym wydaje nie tylko własne książki, ale także niszowe utwory kultury alternatywnej.
Seria kryminalna dla dzieci i młodzieży „Patka i Pepe. Pierwsza zagadka” oraz „Patka i Pepe. Tajemnica Meduzy” znalazły się wśród najlepszych powieści dla młodych czytelników 2013 na portalu literackim Granice.pl oraz są polecane m.in. przez portale Zbrodnia w Bibliotece oraz Portal Kryminalny.

## Twórczość

### Książki dla młodzieży i dzieci.
- „Patka i Pepe. Pierwsza Zagadka” Studio Moema 2013, (ilustracje Marsija, red. Tomasz Matkowski)
- „Patka i Pepe. Tajemnica Meduzy” Studio Moema 2013, (ilustracje Marsija, red. Tomasz Matkowski)
- „Patka i Pepe. Zagadka wieżowca” Studio Moema 2014, (ilustracje Marsija, red. Tomasz Matkowski)
- „Patka i Pepe. Aventura brasiliera” Studio Moema 2015, (ilustracje Marsija, red. Tomasz Matkowski])

### Książki dla dorosłych
- „Zabójczy spadek uczuć” (Nowy Świat luty 2008), (w duecie Gacek&Szczepańska)
- „Zielony trabant” (Nowy Świat 2008), (w duecie Gacek&Szczepańska)
- „Dogrywka” (Nowy Świat 2009), (w duecie Gacek&Szczepańska)
- „Mag i Diabeł” (Gdańskie Wydawnictwo Psychologiczne / Funky Books 2010), (w duecie Gacek&Szczepańska)
- „Wisielec i księżyc” (Gdańskie Wydawnictwo Psychologiczne / Funky Books 2010), (w duecie Gacek&Szczepańska)
- „Moc i Cesarzowa” (Gdańskie Wydawnictwo Psychologiczne / Funky Books 2011), (w duecie Gacek&Szczepańska)
- „Łańcuch”, zbiór opowiadań „Mogliby w końcu kogoś zabić” (Oficynka 2010),
- „Wieża ciśnień” publikowane na portalu Zbrodnia w Bibliotece 2012,
- opowieść słowno-muzyczna „Budyń” - Muzyka Marzena Majcher (interpretacja Jacek "Budyń" Szymkiewicz)[9]

### Scenariusze filmowe
- 2006-2011 – Sędzia Anna Maria Wesołowska[10]
- 2010: Przeznaczenie reż. Mariusz Palej, (odcinki 2, 4, 8, 13)[10]